# Estadio Monumental David Arellano
Estadio Monumental David Arellano är en fotbollsarena som ligger i stadsdelen Macul i Santiago i Chile. Arenan byggdes mellan 1957 och 1974 och invigdes den 20 april 1975. Det skedde ytterligare en invigning 1989. Arenan har sedan starten varit Colo-Colos hemmaarena och den chilenska fotbollsklubben äger också arenan. Även Chiles landslag spelar på arenan då och då (den officiella hemmaarenan är Estadio Nacional). Arenan tar för närvarande 47 017 åskådare men har tagit över 60 000 och publikrekordet är från 1992 då 69 305 personer var på plats för att se matchen Colo-Colo och Universidad de Chile.
På denna stadion har olika turneringar spelats, som: Chile Cup, National Championship, Chilenska Super Cup, Copa Libertadores, Copa Sudamericana. Dessutom var arenan värd för några matcher från Copa America 2015, som hölls i Chile det året.